# Bom Jesus do Tocantins (Pará)
Bom Jesus do Tocantins é um município brasileiro do interior do estado do Pará. Localiza-se a uma latitude 05º03'05" sul e a uma longitude 48º36'32" oeste, estando a uma altitude de 175 metros. Sua população estimada em 2017 era de 16517 habitantes.
O município possui uma área de 2.816,425 km² localizando-se no sudeste paraense.

## Etimologia
A denominação "Bom Jesus" surgiu a partir do pensamento comum dos moradores mais antigos que consideravam ser este um nome significativo, pois para os mesmos era o "nome do filho de Deus". Em função desta homenagem, no dia 6 de agosto comemora-se a festa do padroeiro da cidade, o Senhor Bom Jesus.
O último nome, Tocantins, refere-se ao próprio Rio Tocantins que localiza-se ao sul do município, sendo também uma fronteira territorial natural.

## Geografia
Bom Jesus limita-se ao norte com o município de Rondon do Pará; a leste, com o estado do Maranhão e o município de Abel Figueiredo; ao sul com o estado do Maranhão e o município de São João do Araguaia, e; a oeste com os municípios de Marabá e Rondon do Pará.

### Aspectos geológicos
Na geologia há áreas de exposição de rochas do período pré-cambriano, que correspondem ao Grupo Tocantins (filitos, xistos, gnaisses, quatzitos, etc.); de rochas de idade mesozoica, representativas da Formação Itapecuru (arenitos caulíniticus e argilitos); do cenozoico, que constituem a Formação Barreiras (arenitos, argilitos e siltitos); do terciário, com sedimentos inconsolidados (areia, siltes, argilas e cascalhos), e; do período quaternário recente e sub-atual.
O relevo é relativamente plano, com eventuais serras de pequena extensão, tabuleiros, colinas e e várzeas, que estão inseridas nas unidades morfoestruturais da Depressão Periférica do Sul do Pará e do Planalto Setentrional Pará-Maranhão.
Os solos do compõem-se de porções de Podzólico Vermelho-Amarelo, textura argilosa; Podzólico Vermelho-Amarelo plíntico, textura argilosa; Concrecionários Lateríticos indiscriminados distróficos, textura indiscriminada; Latossolo Vermelho-Amarelo distrófico, textura média e textura argilosa; Podzólico Vermelho-Amarelo, textura média; Gley Pouco Húmico e Solos Aluviais eutróficos e distróficos, texturas indiscriminadas.

### Vegetação
A vegetação de Bom Jesus do Tocantins é de três tipos principais: Floresta Densa submontana, Floresta Densa dos Altos platôs e Floresta dos Terraços aluviais, estas últimas com ocorrência nas proximidades do Rio Tocantins. A imensa quantidade de Florestas Secundárias e Campos Artificiais deve-se avanço dos latifúndios sobre as áreas de Florestas Primitivas de Terra Firme.

### Hidrografia
O principal curso d'água do município é o Rio Tocantins, que recebe, juntamente com o seu afluente, o rio Jacundá, toda a drenagem do município. O Tocantins serve de limite natural, ao sul, com o município de São João do Araguaia.
Os tributários mais importantes do Tocantins em solo bonjesuense são o Rio Flexeira (que serve de limite oeste com o município de Marabá), o Rio Mãe Maria, o Rio Jacundá (e seus afluentes: rio Jacundazinho e o Igarapé Maguari), o Rio Boa Sorte (e seus afluentes: o Cajueiro e o Grapiá-Gavião) e o Rio Samaúma.
O Rio Samaúma é o principal curso d'água a sede municipal, formando inclusive o Lago Samaúma, de formação artificial, que serve como área de lazer aos munícipes.
O município também é reconhecido por suas fontes de água mineral, sendo que geralmente a população bebe a água diretamente dessas fontes, em virtude da qualidade e limpidez. 

### Clima
Segundo a classificação de Köppen-Geiger o clima bonjesuense é tropical semiúmido (Aw/As). Possui temperaturas médias anuais de 26,35º C, apresentando a média máxima em torno de 32,10º C e mínima de 22,71º C.
A umidade relativa é elevada, com variações significativas entre as estações mais chuvosas e as mais secas, que vão de 100% a 52%, sendo a média real de 78%. O período chuvoso ocorre, notadamente, de novembro a maio, e o mais seco de junho a novembro, estando o índice pluviométrico anual em torno de 2.000 mm.

### Demografia
Em aspectos demográficos, Bom Jesus do Tocantins é considerada uma localidade pequena, com tímida evolução populacional desde sua emancipação. O Censo de 2010 do IBGE calculou que havia 8051 homens e 7247 mulheres no município, uma diferença razoável entre os sexos. No total, 53,33% da população era residente em áreas urbanas, uma evolução considerável, se comparado ao resultado do Censo de 1991, que apontava que somente 30,20% da população era residente em áreas urbanas.
Com um fator de migração determinante para a composição populacional, o Censo 1991 atestou que foram os nordestinos os principais responsáveis pela colonização do município, em especial aqueles que vieram da Bahia, que representavam cerca de 20% do perfil demográfico; seguido pelos originários do Maranhão, com cerca de 15%, e; dos piauienses e cearenses, com cerca de 4% juntos. Em outro aspecto, os originais de Minas Gerais (cerca de 12%), Espírito Santo (cerca de 7%) e Goiás (cerca de 2%), formavam o segundo grupo de migrantes com população relevante em 1991.
O Censo de 2000, constatou que Bom Jesus é um município de maioria cristã, sendo que a maior denominação é a Igreja Católica Apostólica Romana, com 63,38%, seguida pelos protestantes, com 14,73% — majoritariamente da Igreja Assembleia de Deus, da Igreja Adventista do Sétimo Dia e da Igreja Batista. O maior grupo não-cristão são dos sem religião, que somam 20,73% da população.

### Subdivisões
O município possui, além da sede, três núcleos populacionais expressivos: São Raimundo (km 40), São Francisco (Casca Seca) e a comunidade Bacabal.

### Patrimônio natural
Em Bom Jesus, há uma importante população de indígenas localizado na Reserva Mãe Maria, às margens da BR-222. A Terra Indígena Mãe Maria é uma terra indígena de usufruto dos povos indígenas dos grupos Gavião do Oeste e Gavião da Montanha. Foi homologada em 20 de agosto de 1986, pelo então presidente José Sarney possuindo área de 62.488 hectares. Apresenta como limites os igarapés Flecheiras e Jacundá, afluentes da margem direita do curso médio do rio Tocantins. Segundo a Fundação Nacional de Saúde (FUNASA), sua população em 2010 era de 782 habitantes.

## História
Anteriormente á colonização, a área do município era habitada somente por indígenas semi-nômades. O povo tradicional de maior expressão eram os Gavião, que mantém presença nesta área desde muito antes do descobrimento do Brasil. Hoje seu território está restrito à Reserva Mãe Maria, distante cerca de 40 km da sede do município.
Sua criação se deu na década de 1960, ocasião em que a oferta de terras devolutas não era muito grande. Devido à inexistência da PA-70, poucas pessoas tinham acesso ao local. Sua história está relacionada com a do município que lhe deu origem, São João do Araguaia. Segundo a memória social local, o morador mais antigo do município foi o maranhense Adão Alvino de Souza, que estabeleceu, por volta de 1962, uma pequena lavoura em terras do município.

### Colonização

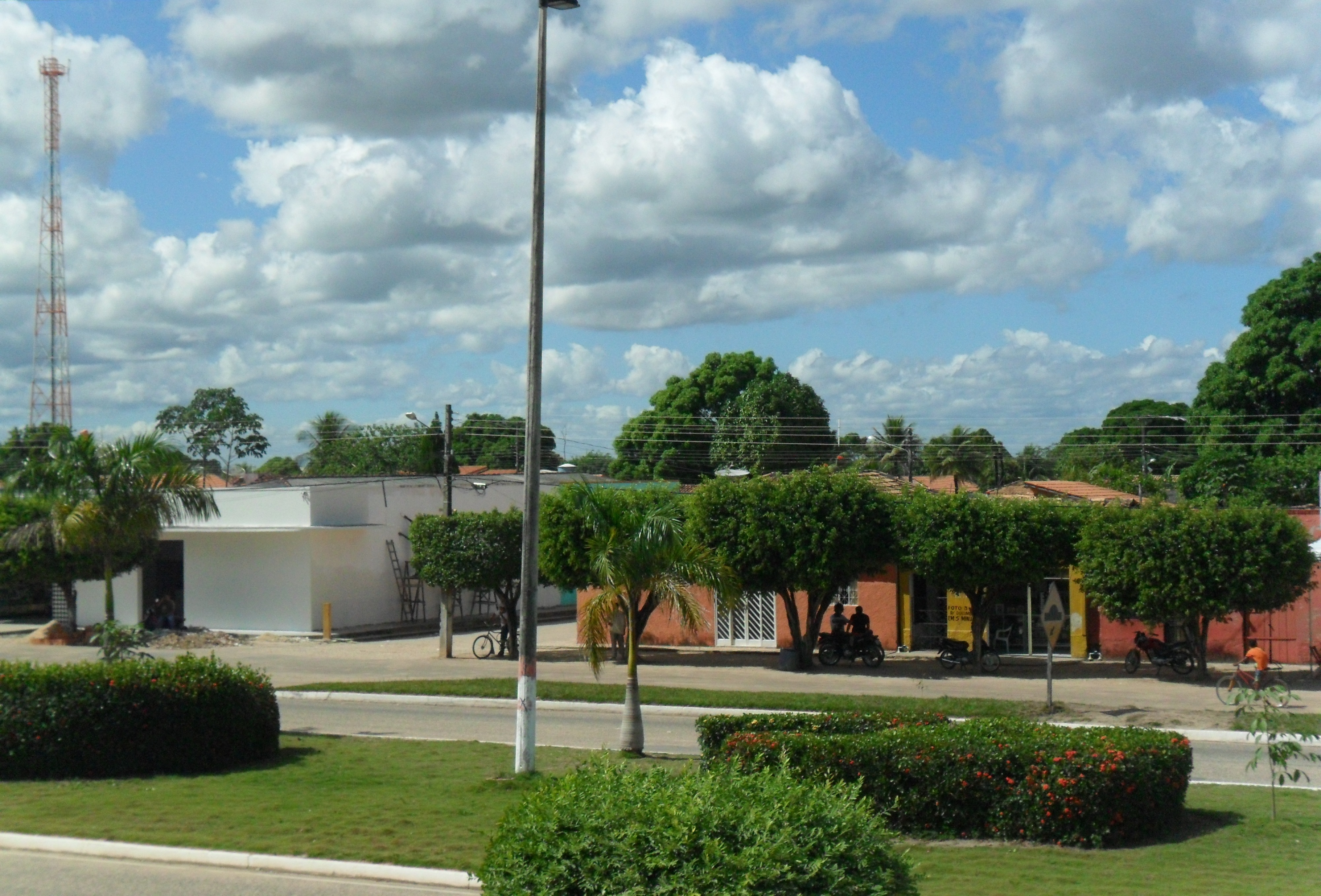
Avenida Jarbas Passarinho, no Centro de Bom Jesus do Tocantins, em 2011

O pioneiro Adão Souza, junto com um cunhado seu, desbravou as matas da região com auxílio dos índios Gavião, estabelecendo uma lavoura na área onde posteriormente se estabeleceria o "Km-66", atual Bom Jesus. Devido a distância de Marabá, os pioneiros resolveram fundar um povoado, principalmente para viabilizar a construção de escolas e postos médicos abrindo também um ramal para transporte de passageiros e cargas até a Vila Cocal, no Maranhão. Assim parte da terra ocupada pelo pioneiro Adão de Souza em 1969, foi loteada para a formação do núcleo de Bom Jesus.
No ano de 1969, foi nomeado o primeiro administrador local, Manoel Viagim, representante da prefeitura de São João do Araguaia.

### Da emancipação à década de 2010
Em 1988, foi realizado um plebiscito em Bom Jesus e nas áreas vizinhas, com a finalidade de consultar a população local a respeito da emancipação deste em relação a São João, sendo a votação aprovada com praticamente 100% dos votos. Então através da Lei Estadual nº 5.454, de 10 de maio de 1988, foi criado o município de Bom Jesus do Tocantins, e em 1 de janeiro de 1989, assumiu a prefeitura de Bom Jesus o pecuarista Lúcio Antunes da Silva. Na mesma data foi instituído o poder legislativo do município com nove vereadores.
Em 1991, pela Lei nº 5.708, de 27 de dezembro de 1991, o município de Bom Jesus do Tocantins teve parte de suas terras desmembradas para a criação do município de Abel Figueiredo, anteriormente seu principal distrito.
A partir de 2004, a região de Bom Jesus começou a lucrar com a produção de carvão vegetal de coco babaçu. A produção era vendida principalmente para as indústrias siderúrgicas e metalúrgicas do Distrito Industrial de Marabá e do Distrito Industrial de Breu Branco, chegando a produzir nesta atividade, por dia, cerca de 56 toneladas de carvão. A atividade se tornou importante na região depois que ficou proibida a extração de madeira para a produção de carvão vegetal. Alternativamente a produção de carvão de coco babaçu se tornou a mais viável e, em termos teóricos, a "mais ecológica". No entanto, a crise do setor metalúrgico de Marabá, de 2010 a 2014, fez a atividade praticamente desaparecer, sendo insignificante a partir de então.
Em 2004, foram mortos os irmãos Aldenor e Francisco Freitas; os mesmo eram considerados líderes de uma das maiores organizações do crime organizado do Meio-Norte brasileiro (Maranhão, Pará e Tocantins). A citada organização tinha sua base de operações em Bom Jesus, fazendo ações de roubo de cargas, assaltos a agências bancárias, pistolagem, agiotagem, etc.. A localidade ficou aproximadamente uma década, entre 2000 e 2010, sob influência dessa organização, tendo inclusive ramificações na política.

### Plebiscito sobre Carajás
Em 2011, Bom Jesus e todo o sudeste do Pará participaram da consulta plebiscitária sobre a divisão do Pará. Mais de 92% da população votou a favor da emancipação do estado do Carajás, entretanto o peso da região de Belém se sobrepôs ao anseio local e a divisão foi rejeitada. Entretanto Bom Jesus permanece, juntamente com os municípios da região, a pleitear a emancipação do Carajás.
A influência da proposta do estado do Carajás foi tão grande, que no ano de 2011, foi lançado um projeto de lei que previa a alteração do nome do município, por meio de plebiscito, para "Bom Jesus do Carajás"; ainda está em análise. A mudança colaboraria para remover a ambiguidade que existe em relação ao município do estado do Tocantins que também tem o nome de Bom Jesus do Tocantins.

### 2012 -presente

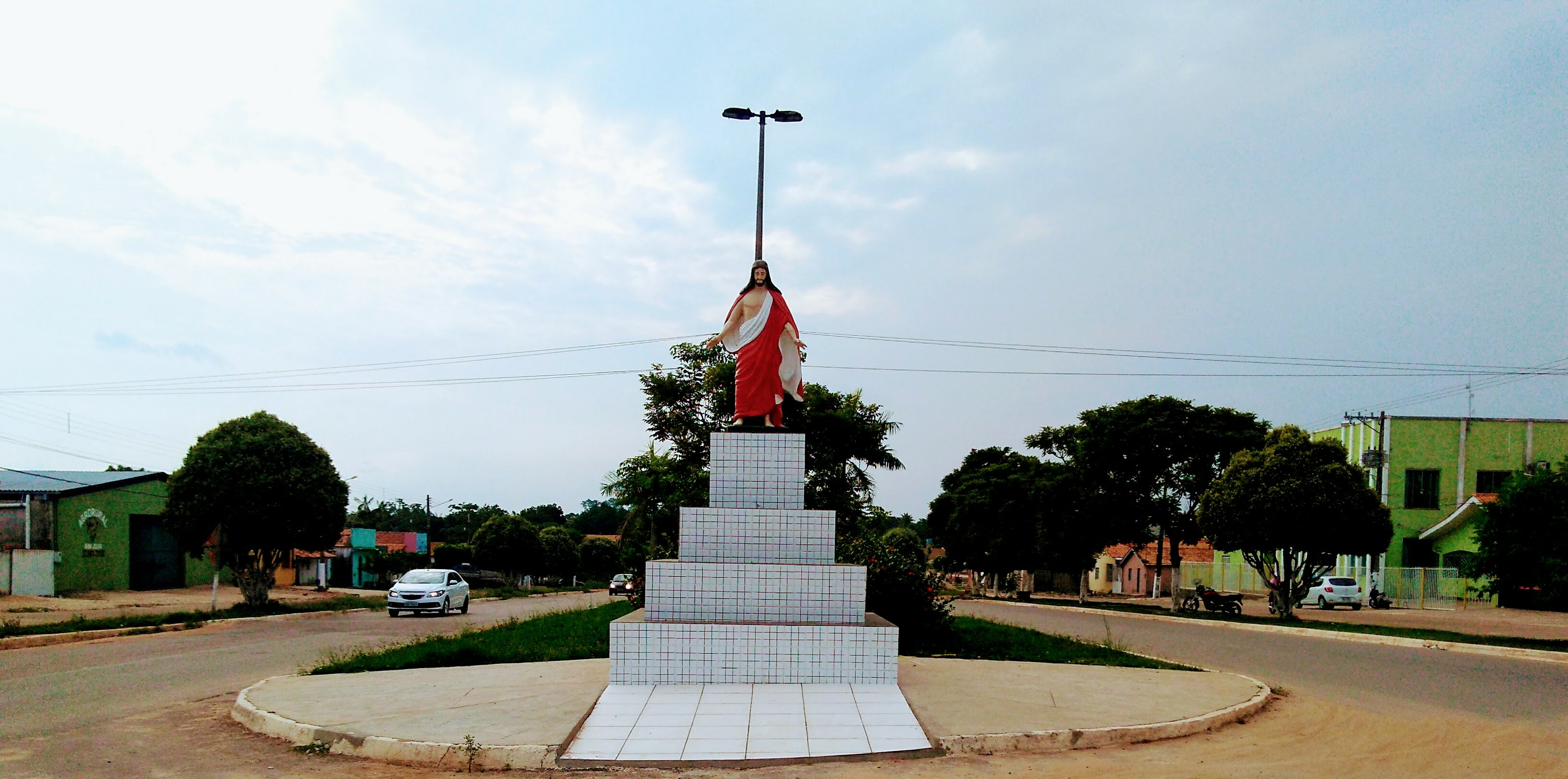
Monumento ao Senhor Bom Jesus, em dezembro de 2017.

Embora tenha uma população indígena considerável, o município jamais havia eleito representantes dos povos originais para qualquer cargo público até 2012; neste mesmo ano o líder indígena Pepkrakte Jakukreikapiti Ronore Konxarti, mais conhecido como Zeca Gavião, foi eleito vereador com 220 votos.
Em 2014, Bom Jesus é marcada pelo assassinato do sindicalista Jair Cléber dos Santos. O mesmo também era líder de reforma agrária do Acampamento Nova Esperança, na Fazenda Gaúcha, desde 2008.
Em 2016, atos de sabotagem ao sistema foram realizados no território de Bom Jesus, com a explosão de uma das pontes da Estrada de Ferro Carajás (EF-315), deixando a ferrovia fora de operações por três dias.
Em 2017, a prefeitura inaugurou o Monumento ao Senhor Bom Jesus, em frente à Igreja Católica Matriz do Senhor Bom Jesus, no canteiro central da BR-222. No entanto, grupos sectários e extremistas cristãos, suspeitos de ligação com denominações pentecostais, consideraram que o monumento feria sua fé, chegando a vandalizar o mesmo por três vezes, entre 2017 e 2018, após inaugurado, quebrando partes da imagem. Foi restaurado em todas as ocasiões, sendo que da última vez foi transferida para o alto da igreja matriz.
Em cerca de 10 anos, entre 2008 e 2018, o município registrou cerca de 10 assaltos a banco em seu território, tendo ocorrido, em alguns desses assaltos, demolição de prédios inteiros de bancos. Muitos dos assaltos foram capitaneados por próprios soldados da Polícia Militar do Estado do Pará.

## Economia
A abertura da rodovia PA-070 (atual BR-222), em 1969, propiciou a inserção de novas atividades econômicas e a migração de novos colonos para a vila de Bom Jesus. Até então as atividades regionais estavam principalmente ligadas a pequena lavoura ou a agricultura de subsistência com pouca ou nenhuma produção de excedente. A abertura da PA-070 trouxe para a região, a atividade pecuária extensiva e a possibilidade de extração da madeira que ainda havia em abundância na região.
Bom Jesus é um dos municípios que compõem a fronteira agrícola Amazônica, maior produtora de comódites agrícolas da Amazônia brasileira. Segundo a pesquisa agropecuária do IBGE, em 2015, havia no município a lavoura temporária de amendoim, arroz, feijão, milho, melancia e mandioca, e; a permanente de banana, coco-da-baía e urucum. O excedente produzido pelo município é principalmente vendido aos municípios vizinhos. Bom Jesus depende muito do comércio com os municípios vizinhos, que além de venderem outros produtos agrícolas essenciais, também vendem gêneros alimentícios industrializados não produzidos localmente. No extrativismo vegetal, o destaque é a castanha-do-brasil.
Segundo a pesquisa agropecuária do IBGE, em 2015, a economia local se assentava na produção de leite e carne bovina, sendo a segunda maior bacia leiteira do Pará. O município é auto-suficiente na produção desses gêneros, contudo não é capaz de beneficiar toda a sua produção, vendendo a maior parte desta in natura para a produção secundária em outras cidades.

## Infraestrutura
O município é entrecortado pela rodovia BR-222 que a liga aos municípios de Marabá, ao oeste e Abel Figueiredo, a leste, ligando-a a todo o Brasil, por extensão. O acesso ao Maranhão é feito pela Estrada Vicinal Carne de Sol, no município de Abel Figueiredo.
A Estrada de Ferro Carajás (também denominada como ferrovia EF-315) atravessa a parte sul do município, porém não dispõe de estação no território bonjesuense, tendo as mais próximas em São Pedro da Água Branca e em Marabá.
Bom Jesus também dispõe de um aeródromo dentro da cidade, com uma pista de 1200 metros

## Cultura e lazer

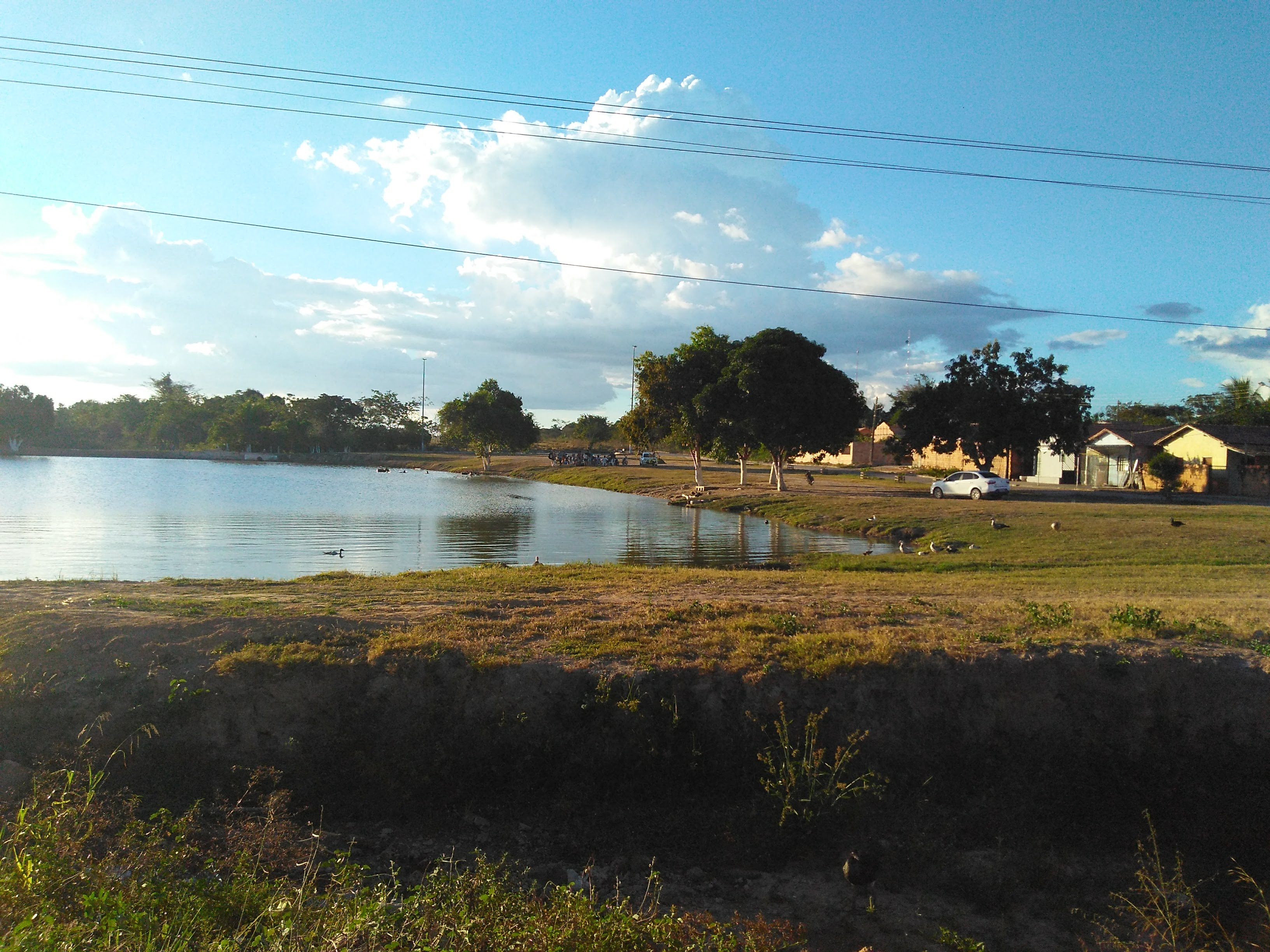
Lago Samaúma, em 2018.

Com uma forte tradição nordestina, herdada das grandes levas de migrantes vindos da Bahia, Maranhão, Piauí e Ceará, que influenciou a culinária, a música e os costumes, Bom Jesus é um dos municípios com mais forte apego a esses traços culturais no Pará.
Tanto que em questões culinárias há pratos típicos a base de carne de bode, há o cuscuz, o beiju, o ximango, o biscoito de avoador, a cocada, etc.. Tradições do Espírito Santo, Minas Gerais e Goiás, que se formaram após a vinda de uma segunda leva de migrantes, trouxe também pratos a base do queijo, do requeijão, da polenta e do mingau de curau.
Devido à intensa migração ter trazido brasileiros de todas as partes para o município, a cultura local diferenciou-se da cultura tradicional paraense, inclusive na música. É possível observar a preferência pelos gêneros sertanejo, forró e reggae, distanciando-se um pouco do brega que é estilo musical predominante no Pará. Desse "mix cultural musical" nasceu inclusive o ritmo local "sacode", uma mistura de forró, arrocha, brega, reggae e sertanejo.
Na tradição religiosa, destaca-se o Festejo do Senhor Bom Jesus, realizado nos dias que antecedem a data de 6 de agosto; nessa data é feriado municipal.
Embora tenha um território com muitos recursos naturais, Bom Jesus dispõe de poucas áreas de lazer para a população. As principais áreas de lazer e contemplação do município são:
- Rio Tocantins, com suas praias.
- Ilha e Praia do Espírito Santo: área de lazer muito valorizada no rio Tocantins, pelas suas belas praias e tranquilidade, no extremo sul do município, com acesso mais fácil por Marabá;
- Balneário do Jacarezinho: uma represa com águas do igarapé de mesmo nome;
- Lago Samaúma: uma represa com águas do rio de mesmo nome;
- Praça Jader Barbalho, na própria cidade de Bom Jesus;
- Catedral do Senhor Bom Jesus, na própria cidade de Bom Jesus;
- Monumento ao Senhor Bom Jesus, na própria cidade de Bom Jesus;
- Monumento da Bíblia, na própria cidade de Bom Jesus;
- Terra Indígena Mãe Maria: área de interesse somente para a preservação ambiental, inacessível ao público.

### Esportes
A principal prática esportiva da população do município é o futebol. Há, inclusive, uma equipe da modalidade em Bom Jesus, o Gavião Kyikatejê Futebol Clube, que disputa o Campeonato Paraense de Futebol. Tornou-se notório por ser o primeiro time profissional de futebol de um povo indígena, os Kyikatejê-gavião.